# Simeon Yankov
Simeon Yankov (Bulgaars : Симеон Янков) (Sofia, 17 februari 1899 - aldaar, 3 september 1979) was een Bulgaars voetballer. Hij heeft gespeeld bij Levski Sofia.

## Carrière
Yankov maakte zijn debuut in Bulgarije in 1924. Hij heeft een 4 wedstrijden gespeeld. Hij maakte zijn debuut in 1924 en hij moest spelen tegen 
hij verloor echter met 6-0. Hij maakte deel uit van de selectie voor het voetbaltoernooi op de Olympische Zomerspelen 1924. Hij werd met Bulgarije 12e plaats.
Yankov overleed op 17 februari 1979.